# Granhamn
Granhamn är en ganska liten ö söder om Tjockö i Norrtälje kommun. Viken mellan Granhamn och de två skären Granhamnsörarna har i långa tider varit en flitigt använd naturhamn. 
Granhamn användes i äldre tid ofta som tillfällig hamn i väntan på bättre väder för seglation över till Åland. Flera ristningar på klipporna ovanför hamnen har utförts av personer som legat här. In intressant ristning från 1811 lyder 2:dra Div.Can.Jol.fredade skärgården för kapare.Befälh.Capt.Lundell..., utförd av besättningen till en division kanonjollar. Åtminstone från 1760 fanns det en krog här, krögaren verakde även som lots på Tjockö liksom hans son. 1811 försvann siste lotsen från Granhamn men krogen men krogen fanns kvar till slutet av 1800-talet.
Krogens husgrund och rester av brygga finns fortfarande kvar på ön.